# كين هانغ
كين هانغ (بالصينية: 洪卓立) هو مغني وممثل صيني، ولد في 2 مارس 1987 في هونغ كونغ البريطانية في المملكة المتحدة.

## وصلات خارجية
- الموقع الرسمي
- كين هانغ على موقع IMDb (الإنجليزية)
- كين هانغ على موقع ميوزك برينز (الإنجليزية)
- كين هانغ على موقع قاعدة بيانات الفيلم (الإنجليزية)